# 설악산 토왕성폭포
설악산 토왕성폭포(雪嶽山 土王城瀑布)는 강원특별자치도 속초시 설악동의 중생대 백악기 설악산 화강암 상에 위치한 폭포이며 대한민국 최장 폭포이다. 신광폭포(神光瀑布)라고도 하며 2013년 3월 11일 대한민국의 명승 제96호로 지정되었다.

## 개요
토왕성폭포는 설악산의 외설악에 위치하고 있다. 토왕성폭포로 흐른 물은 토왕골을 따라 흘러 비룡폭포와 육담폭포를 지나 쌍천으로 흐른다. 토왕성폭포는 길이가 320m로, 대한민국에서 가장 긴 폭포이다. 상단 150m, 중단 80m, 하단 90m로 이루어져 각 단 사이에서 꺾어지며 흘러 3단 폭포를 이루고 있다. 토왕성폭포에서 흐르는 물은 토왕성폭포의 남쪽에 위치한 화채봉에서 발원한 것이다. 평소에는 물줄기가 잘 보이지 않다가, 비가 올 때나 비가 온 직후에 뚜렷한 물줄기가 나타난다. 토왕성폭포는 설악산이 국립공원으로 지정된 1970년부터 안전상의 이유로 일반인에게는 공개되지 않고 있다가, 비룡폭포까지의 탐방로를 연장해 토왕성폭포 전망대까지의 탐방로를 만들어, 2015년 12월 5일 45년만에 공개되었다.

## 지질
토왕성폭포는 중생대 백악기 설악산 화강암에 발달한다. 이 암석은 공룡능선, 용아장성, 천불동계곡 등 설악산에서 가장 험준하고 수려한 경관을 형성한다.

## 같이 보기
- 대한민국의 폭포 목록
- 비룡폭포
- 설악산의 지질

## 참고 자료
- 설악산 토왕성폭포 - 국가유산청 국가유산포털